# Lysandra pictonensis
Lysandra pictonensis är en fjärilsart som beskrevs av Arthur Francis Hemming. Lysandra pictonensis ingår i släktet Lysandra och familjen juvelvingar. Inga underarter finns listade i Catalogue of Life.